# 1058 هـ
1058 هـ هي سنة في التقويم الهجري امتدت مقابلةً في التقويم الميلادي بين سنتي 1648 و1649.

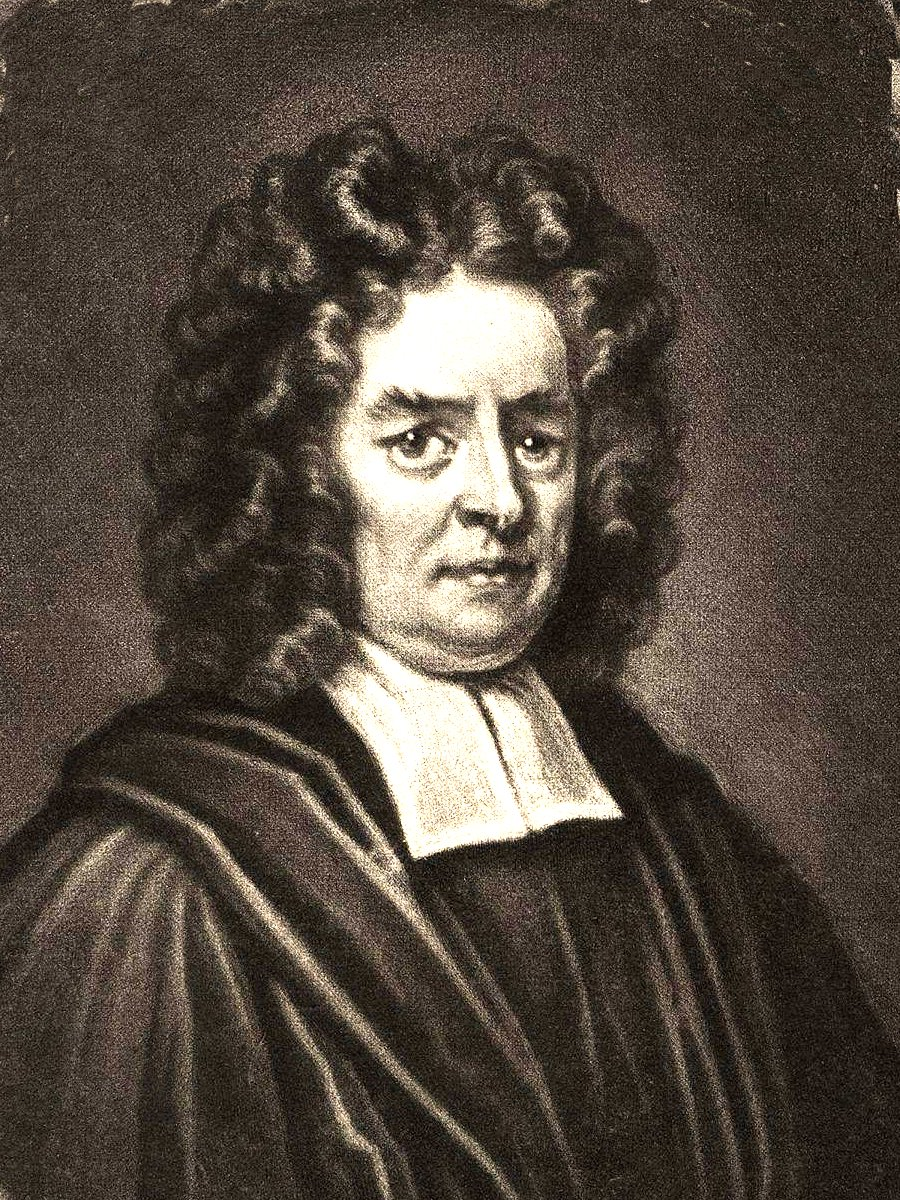
همفري بريدو

## مواليد
- عبد السلام بن الطيب القادري الحسني
- محمد بن عبد الرحمن الفاسي
- همفري بريدو

## وفيات
- تيرسو دي مولينا
- جبرائيل الصهيوني
- يبورك السملالي